# Drop Squad
Pour plus de détails, voir Fiche technique et Distribution.
Drop Squad est un film américain réalisé par David C. Johnson, sorti en 1994.

## Fiche technique
- Titre original et français : Drop Squad
- Réalisation : David C. Johnson
- Scénario : Butch Robinson et Shelby Stone
- Musique : Mike Bearden
- Pays de production :  États-Unis
- Sociétés de production : Gramercy Pictures et 40 Acres and a Mule
- Genre : Drame
- Durée : 86 minutes
- Date de sortie : 28 octobre 1994

## Distribution
- Eriq La Salle : Bruford Jamison, Jr.
- Vondie Curtis-Hall : Rocky Seavers
- Ving Rhames : Garvey
- Kasi Lemmons : June Vanderpool
- Leonard Thomas : XB
- Nicole Powell : Lenora Jamison
- Eric A. Payne : Stokely
- Crystal Fox : Zora
- Vanessa Estelle Williams : Mali